# 칼레비 홀스티
칼레비 야코 홀스티(1935년~)는 핀란드계 캐나다인 정치학자이다.

## 상세
칼 홀스티와 그의 형 올레는 스위스 제네바에서 태어났으며, 이는 그들의 아버지인 루돌프 홀스티가 주국제연맹 핀란드 대사로 제네바에 상주하였기 때문이다. 제2차 세계 대전 당시 홀스티의 가족은 핀란드로 귀국할 수 없었으며, 이들은 미국에 정착하는 것을 대신 택하였으며, 당시 루돌프 홀스티 대사가 스탠퍼드 대학교에서 방문 교수로 있었을 무렵이였다. 칼레비와 올레는 루돌프 홀스티 대사가 사망한 이후 홀스티 대사의 동료들의 가족들과 머물렸으며, 이는 그들의 어머니인 리사 홀스티가 결핵으로 병원에 1943년부터 입원해 있었기 때문이다.

## 국제정치학자
칼 홀스티는 1952년에 스탠퍼드 대학교에 학부생으로 입학하여 1961년에 박사 과정을 졸업하였다. 그는 이후 캐나다로 이민을 가서 1970년에 브리티시컬럼비아 대학교에서 교수로 근무하였다. 1978년 1982년 사이 홀스티는 캐나다 정치 학보의 공동 편집자로 있었다. 1983년에는 캐나다 왕립 학회의 일원으로 선출되었다. 1984년과 1985년 사이에는 캐나다 정치학회 학회장으로 선출되었다. 그후 홀스티는 국제학회 학회장을 1986년부터 1987년 간 역임하였다. 1997년부터 1999년 사이 그는 브리티시컬림비아 대학교에서 킬리엄 교수로 재직하였다. 오늘날에도 브리티시컬럼비아 대학교에서 석좌교수로 활동중에 있다.
국제 정치에 대하여 다양한 이론과 시야를 소개하였으며, 대표적으로 국가들의 역할 이론에 대해서 저술하였다.